# Reactància (bobina)

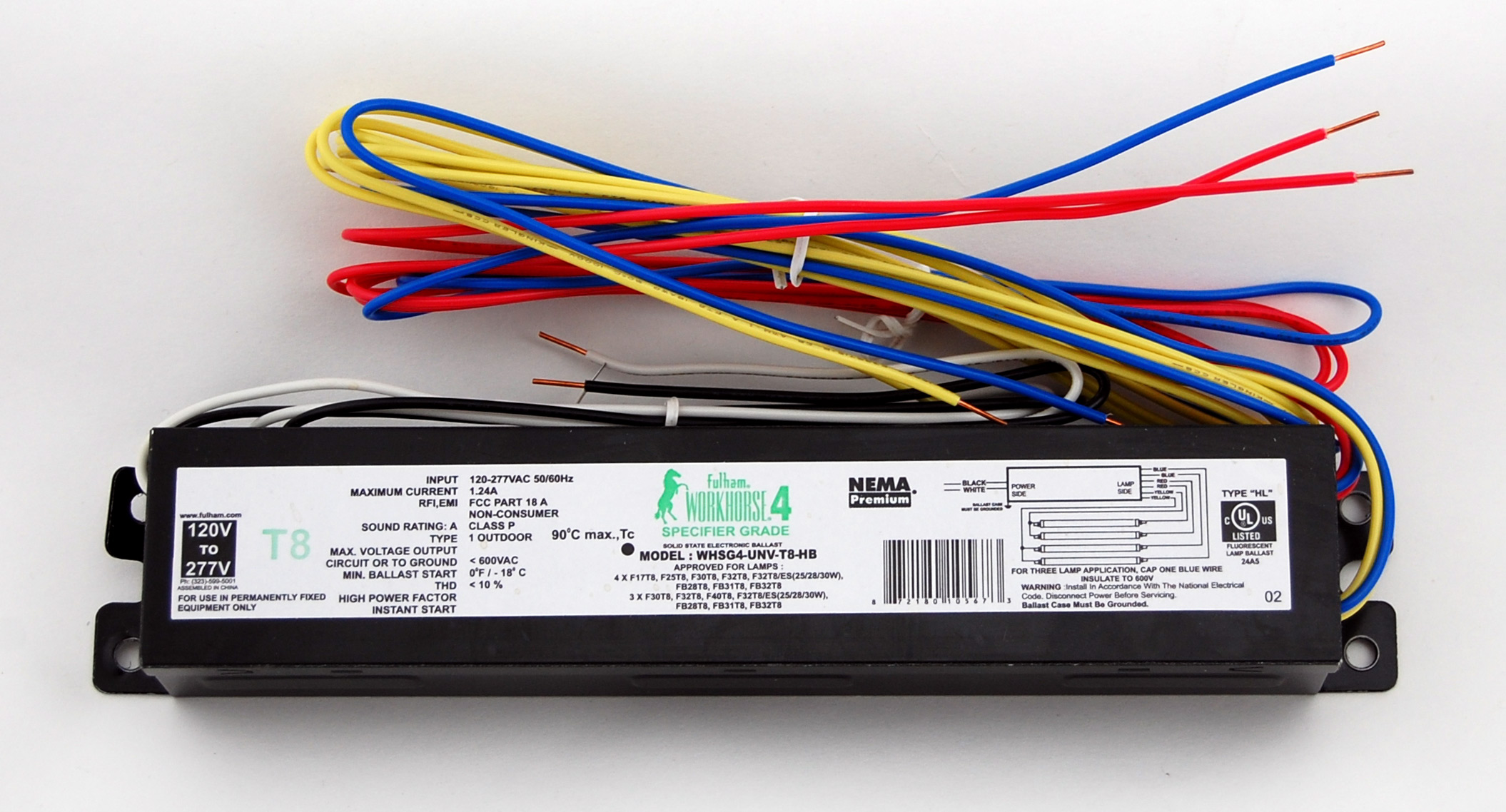
Reactància moderna per a 4 llums fluorescents

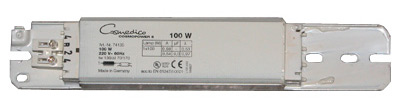
Reactància dels sistemes d'il·luminació clàssics. Aquest exemple és d'un llit de bronzejat. Requereix un encebador (vegeu l'altre imatge més avall) i un condensador.

Una reactància o balast, (metonímia causada pel fet que al passar-hi un corrent altern per la bobina presenta una certa reactància inductiva), és un component situat en línia amb la càrrega que genera una alta tensió elèctrica a l'arrencada i després limita la quantitat de corrent en el circuit. Pot ser una reactància fixa o variable. S'utilitza en llums de descàrrega gas, ja sigui un tub fluorescent, una làmpada de vapor de sodi, una làmpada d'halur metàl·lic o una làmpada de vapor de mercuri.
Un exemple familiar i àmpliament utilitzat és la reactància utilitzada en els llums fluorescents que a part de la seva funció principal que és generar una alta tensió de ruptura per encebar el tub, mitjançant l"encebador", també limita el corrent a través del tub, per arribar a reduir el del voltatge-corrent al nivell correcte. Varien molt en complexitat. Poden ser tan senzills com un inductor o un condensador (o una combinació d'aquests) connectats en sèrie amb els filaments del tub; o tan complexos com els limitadors electrònics utilitzats en làmpades fluorescents compactes i llums de descàrrega d'alta intensitat.

## Generador d'alta tensió

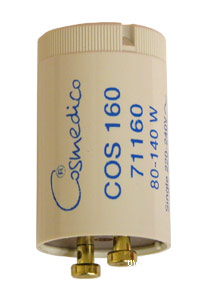
Encebador de reactàncies. Connecta els dos extrems de la llum per preescalfar el filaments durant un segon abans de fer saltar la guspira que enceba el tub.

Una reactància empra el mateix principi que un bobina de Ruhmkorff generant una descàrrega d'arc. Un cop encebat el tub fluorescent per l'alta tensió generada per la força contraelectromotriu, es produeix un augment de la intensitat que circula a través d'aquest. Si aquest dispositiu es connectés a una font d'alimentació de voltatge constant, consumiria una quantitat creixent de corrent fins que es destruiria o fes que la font d'alimentació fallés. En canvi la reactància connectada en sèrie limita el corrent i proporciona un funcionament adequat del dispositiu de resistència negativa limitant el corrent màxim que hi circula.
Les reactàncies també es poden utilitzar simplement per a generar l'alta tensió com un bobina de Ruhmkorff. Abans de l'arribada de l'encesa d'estat sòlid, el sistema d'encesa dels automòbils normalment incloïa una bobina en sèrie amb el platins per tal de generar l'alta tensió aplicada al sistema d'encesa. Exemple actual: s'utilitzen transformadors per a reduir a 12V el voltatge que alimenta alguns focus LEDs, altres d'alta tensió s'alimenten en sèrie a través de les antigues reactàncies.

## Parts de la reactància
La reactància proporciona l'alta tensió d'arrencada a part del preescalfament dels càtodes per aconseguir l'emissió inicial dels elèctrodes, subministra la suficient alta tensió de sortida en el buit per fer saltar l'arc en l'interior de la làmpada, limita el corrent de la làmpada als valors adequats per a un funcionament correcte, per aquest motiu també se li pot dir estabilitzador, atès que controla les variacions de corrent a la làmpada, enfront a variacions de la tensió d'alimentació (per aconseguir una bona regulació).
- Nucli: És la part fonamental de la reactància. Està compost per diverses plaques primes d'acer al silici, sobre les que, amb un suport aillant, s'enrotlla el fil de coure formant una bobina.
- Carcassa: És l'embolcall protector de la reactància. De l'enrotllament hi surten dos o tres cables de coure que es connecten al circuit extern, mentre que en els electrònics en surten quatre.
- Segellador: És un compost de polièster que es diposita entre la carcassa i el nucli de la reactància. La seva funció és aïllant.

En el cas del llum fluorescent s'instal·la de la manera següent:

Muntatge típic d'un llum fluorescent, la reactància, marcada amb G al diagrama, està muntada en sèrie, funcionant com a limitador de corrent apart de bobina d'inducció a l'arrencada

En general, els estabilitzadors, en ser elements que van connectats a la xarxa elèctrica domiciliària, han d'estar fabricats segons normes IRAM o CE.En el mercat existeixen estabilitzador per a diferents potències. Alguns dels valors són 7/9/11, 15, 18, 20, 30, 36, 40, 58/65 watts.

## Encebador elèctric

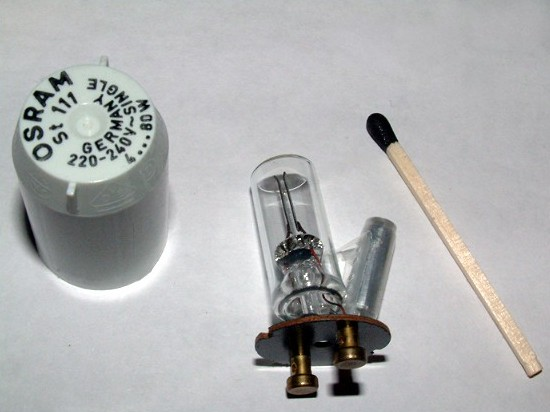
Encebador d'arrencada automàtic

Hi ha una tècnica de pre-calentament que utilitza una combinació filament - càtode en cada extrem del llum en conjunció amb un interruptor mecànic o automàtic (vegeu el diagrama del circuit de l'apartat anterior) que inicialment connecta els filaments en sèrie amb la reactància i d'aquesta manera es pre-escalfen els filaments abans de saltar la guspira, procés que a Amèrica del Nord, s'anomena pre-warm-up, mentre que a altres llocs s'anomena Switchstart.
Aquests sistemes són equip estàndard en els països de 200-240 V (100-120 V i per a llums de fins a uns 30 watts), i en general fan una guspira d'arrencada d'uns 1000 volts. Abans de la dècada de 1960, s'utilitzaven també encebadors tèrmics (substituïts per l'interruptor d'arrencada automàtic) i fins i tot interruptors manuals. A les làmpades electromagnètiques de vegades s'utilitzen arrencadors electrònics.
L'encebador automàtic que es mostra a la fotografia de l'esquerra consisteix en un petita làmpada de descàrrega de gas, de neó o argó que conté en paral·lel un interruptor NO de lama bimetàl·lica. Funciona com un relé de temps, connectant els filaments del tub fluorescent durant uns segons al començament, després es desconnecta, generant una tensió de més de 1000 Volts, suficient per causar una descàrrega que encén el tub.

## Classificació d'eficàcia energètica

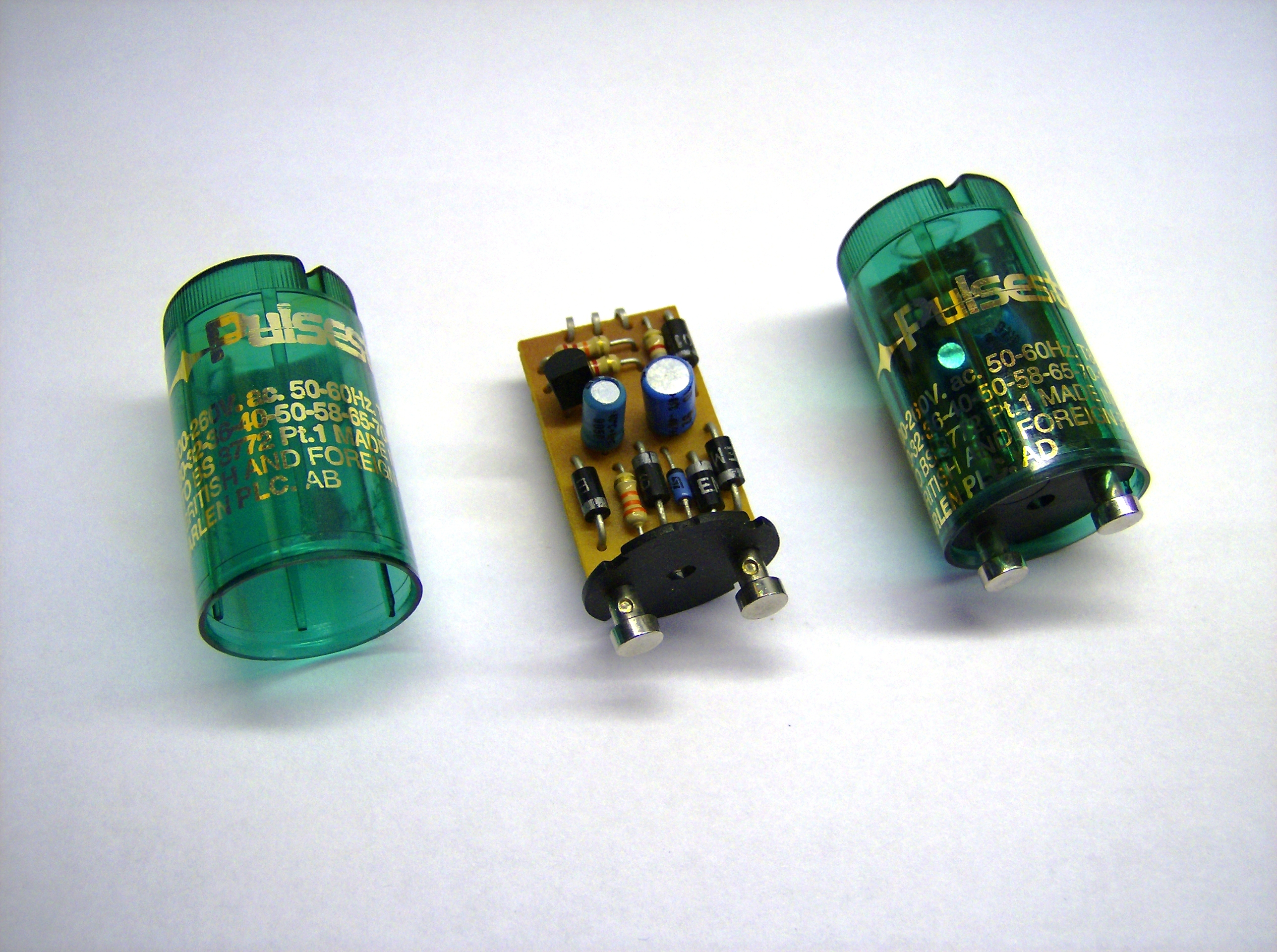
Encebadors electrònics per làmpades fluorescents

Establerta per la Unió Europea l'any 2000 la classificació d'eficàcia energètica dels estabilitzadors pot expressar en la forma: EEI=clase (p.e. EEI=B2). Normalment apareix sobre la reactància. Els fabricants de làmpades o lluminàries, no tenen obligació de fer-ho aparèixer en les carcasses, però es pot trobar en el corresponent lloc web, d'accés lliure.
Les diferents classes d'estabilitzadors definits en la norma europea EN 50294 de desembre de 1998 són:
- Classe D: estabilitzadors magnètics de gran pèrdua.
- Classe C: estabilitzadors magnètics de pèrdues mitjanes.
- Classe B2: estabilitzadors magnètics de pèrdues petites.
- Classe B1: estabilitzadors magnètics de pèrdues molt petites.
- Classe A3: estabilitzadors electrònics.
- Classe A2: estabilitzadors electrònics de pèrdues reduïdes.

Estabilitzadors regulables:
- Classe A1: estabilitzadors electrònics regulables, segons la norma han de tenir un rendiment almenys equivalent a un 100% als de la classe A3.[7]

El 2000 la Unió Europea ha decidit la prohibició progressiva de la venda d'alguns tipus de reactàncies:
- Classe D a partir del 21 de maig de 2002.[9]
- Classe C a partir del 21 de novembre de 2005.[9]

El reglament 245/2009 preveia prohibir el 2017 les classes d'eficàcia inferiors a la classe A2, però el reglament 347/2010 ha suprimit aquesta previsió.